# Tipula megaura
Tipula megaura är en tvåvingeart som beskrevs av Doane 1901. Tipula megaura ingår i släktet Tipula och familjen storharkrankar. Inga underarter finns listade i Catalogue of Life.